# Musiq1
musiq1 byla soukromá slovenská hudební televizní stanice, po Music Boxu se jednalo o druhou hudební stanici na Slovensku. Zkušební vysílání bylo spuštěno 10. října 2008, oficiálně začala stanice vysílat až v listopadu stejného roku. Stanice vysílala ze studia Kuul Fabrik. Stanici provozovala společnost Telemone, s. r. o..
Stanice vysílala hudební videoklipy a pořady z vlastní tvorby (Tvoje veci - hitparáda klipů, musiq news - pořad o novinkách ze světa hudby, epk (electronic press kit) - pořad o novinkách ze zákulisí hudebních skupin, liter za minútu - pořad, kam mohou diváci zasílat svá vlastní videa a mohli získat 33 eur (1000 Sk - tzv. liter). Stanice předávala také své vlastní hudební ceny (jako např. Óčko, Music Box a MTV).
V listopadu 2008 uspořádala stanice promo akci s názvem musiq1 cirkus, která spočívala v putování 30metrového cirkusového stanu po Slovensku a na pódiu mělo možnost vystoupit několik slovenských hudebních kapel. Stanice plánovala projekt i do budoucna.